# 町立太良病院
町立太良病院（ちょうりつたらびょういん）は、佐賀県藤津郡太良町にある医療機関。

## 医療機関の指定・認定
出典
| 救急告示病院                       | 労災保険指定医療機関                           |
| 労災保険二次健診等給付指定医療機関 | 自立支援医療（更生医療・育成医療）指定医療機関 |
| 生活保護法指定病院                 | 原爆被爆者一般疾病医療機関                     |
| 特定疾患治療研究事業受託           | 保険医療機関                                   |

## 診療科・部門

### 診療科
出典
- 外科
- 整形外科
- 内科
- 循環器内科
- 小児科
- 耳鼻咽喉科
- リハビリテーション科

### 部門
出典
- 看護部門
- 薬剤部門
- リハビリテーション科
- 栄養科
- 放射線科
- 検査部門
- 手術部門

## 交通
- JR多良駅より徒歩５分。
- 祐徳バス「太良病院前」バス停より徒歩２分。